# Augusto Genina
Augusto Genina est un réalisateur et scénariste italien, né le 28 janvier 1892 à Rome, où il est mort le 28 septembre 1957.

## Biographie

### Famille et formation
Fils de Luigi et Anna Tombini, qui auraient voulu qu'il devienne officier de marine, Augusto Genina fréquente la faculté d'ingénierie de l'université de Rome « La Sapienza » qu'il abandonne vite pour s'adonner à la critique dramatique pour la revue Il Mondo. 

### Films muets
Il écrit ensuite des drames, puis des scénarios pour le cinéma muet sur les conseils de son ami, l'écrivain et scénariste Aldo De Benedetti. Il réalise son premier film muet en 1912, Beatrice D'Este, début d'une carrière prolifique de 70 films muets : adaptations théâtrales et drames conjugaux.
Augustin Genina, exempté grâce à une blessure au tendon datant de l'adolescence, poursuit sa carrière cinématographique durant la Première Guerre mondiale. En 1914, il travaille pour la Milano Films et tourne huit films parmi lesquels :Il Segreto del castello di Monroe, Le Cri de l'innocence et La Fuga degli amanti, en 1915 La Farfalla dalle ali d'oro, en 1916 La Conquista dei diamanti et La Signorina Ciclone. En 1917, il réalise des films pour Ambrosio Film et en 1918 pour sa concurrente Itala Film. En 1920, il réalise Lo Scaldino, d'après le roman éponyme de Luigi Pirandello dont l'influence se fera sentir par la suite sur son travail.
En 1921 il crée sa société de production, Films Genina, mais le succès n’est pas au rendez-vous. En 1923, il produit et écrit le scénario de Jolly, l'histoire d'un clown, premier film de son cousin Mario Camerini. 

### Films parlants
Avec l'arrivée du cinéma parlant, il s'installe en France où, en 1929, il dirige Louise Brooks  dans Prix de beauté, coécrit avec René Clair), Gina Manès dans Quartier Latin, Jean Gabin dans Paris Béguin, Françoise Rosay dans La Femme en homme et Gaby Morlay dans Nous ne sommes plus des enfants. Il travaille aussi pour les studios allemands avant de retourner en Italie.
En 1936, il réalise dans le désert de Libye L'Escadron blanc (Squadrone bianco) qui remporte la Coupe Mussolini du meilleur film italien au Festival de Venise. Genina, devenu l'un des cinéastes majeurs de la période fasciste, tourne en 1939 Les Cadets de l'Alcazar (L'assedio dell'Alcazar), film de propagande à la gloire du franquisme, financé par Mussolini, sur un épisode de la guerre d'Espagne.
Après 1945, il se rapproche du néoréalisme avec La Fille des marais (Cielo sulla palude, 1949), biographie de Maria Goretti. En 1950, il tourne L'edera (Le Lierre), d'après le roman de Grazia Deledda, en 1953, Histoires interdites (Tre storie proibite, 1953), drame social, et Une fille nommée Madeleine (Maddalena) avec Gino Cervi, Charles Vanel et l'actrice suédoise Märta Torén. 
Il tourne en France, en 1955, son dernier film, Frou-Frou, comédie amère avec Dany Robin, Louis de Funès et Gino Cervi.

### Mort
Augusto Genina meurt à Rome d'une pneumonie, le 28 septembre 1957 à l'âge de 65 ans.

## Filmographie

### Films muets
- 1912 : Béatrice d'Este
- 1913 : La moglie di sua eccellenza
- 1913 : Catena spezzata
- 1914 : Il segreto del castello di Monroe
- 1914 : Il piccolo cerinaio
- 1914 : La parola che uccide
- 1914 : Le Cri de l'innocence (Il grido dell'innocenza)
- 1914 : Giovinezza trionfa!
- 1914 : La fuga degli amanti
- 1914 : Dopo il veglione
- 1914 : L'anello di Siva
- 1914 : Vengeance de fille (Lulu)
- 1915 : Mezzanotte
- 1915 : Gelosia
- 1915 : La farfalla dalle ali d'oro
- 1915 : Cento H.P.
- 1915 : La Double Blessure (La doppia ferita)
- 1916 : L'ultimo travestimento
- 1916 : Il sopravvisuto
- 1916 : Il sogno di un giorno
- 1916 : La menzogna
- 1916 : Il dramma della corona
- 1916 : La conquista dei diamanti
- 1916 : La signorina Ciclone
- 1917 : Il siluramento dell'Oceania
- 1917 : Maschiaccio
- 1917 : Lucciola
- 1918 : Il trono e la seggiola
- 1918 : Il principe dell'impossibile
- 1918 : L'onestà del peccato
- 1918 : Kalidaa - la storia di una mummia
- 1918 : L'emigrata
- 1918 : I due crocefissi
- 1918 : Addio giovinezza !
- 1918 : Femmina - Femina
- 1919 : Lo scaldino
- 1919 : Noris
- 1919 : La maschera e il volto
- 1919 : Lucrèce Borgia (Lucrezia Borgia)
- 1919 : La donna e il cadavere
- 1919 : Debito d'odio
- 1919 : Bel-Ami
- 1919 : Le avventure di Bijou
- 1920 : I tre sentimentali
- 1920 : La ruota del vizio
- 1920 : Moglie, marito e...
- 1920 : La Douloureuse
- 1920 : I diabolici
- 1920 : Il castello della malinconia
- 1920 : L'avventura di Dio
- 1921 : L'incatenata
- 1921 : La crisi
- 1922 : Un punto nero
- 1922 : La peccatrice senza peccato
- 1922 : Lucie de Trécoeur
- 1922 : Una donna passò
- 1923 : Germaine
- 1924 : La moglie bella
- 1924 : Il corsaro
- 1925 : Cyrano de Bergerac (Cirano di Bergerac)
- 1925 : Il focolare spento
- 1926 : La Femme en homme (L'ultimo lord)
- 1927 : Addio giovinezza !
- 1927 : L'Esclave blanche (version française)
- 1927 : Die Weisse Sklavin (version allemande)
- 1928 : Totte et sa chance [3]
- 1928 : Scampolo
- 1928 : Liebeskarneval
- 1929 : Un dramma a 16 anni
- 1929 : Quartier Latin

### Films parlants
- 1930 : Prix de beauté
- 1931 : Paris Béguin
- 1931 : Les Amours de minuit (ou Les Amants de minuit)
- 1932 : La Femme en homme
- 1932 : Ne sois pas jalouse
- 1934 : Nous ne sommes plus des enfants
- 1935 : Non ti scordar di me
- 1935 : Berceuse à l'enfant (Vergiss mein nicht)
- 1936 : L'Escadron blanc (Squadrone bianco)
- 1936 : La Gondole aux chimères
- 1936 : Blumen aus Nizza
- 1937 : Naples au baiser de feu
- 1938 : Frauenliebe - Frauenleid
- 1939 : Castelli in aria
- 1940 : Les Cadets de l'Alcazar (L'assedio dell'Alcazar)
- 1942 : Commando du désert (Bengasi)
- 1949 : La Fille des marais (Cielo sulla palude)
- 1950 : L'edera
- 1952 : Histoires interdites (Tre storie proibite)
- 1954 : Une fille nommée Madeleine (Maddalena)
- 1955 : Frou-Frou